# Deuxième Bureau contre terroristes
Deuxième Bureau contre terroristes est un film français réalisé par Jean Stelli, sorti en 1961.

## Synopsis
Un agent du 2e Bureau enquête sur les activités occultes d'une entreprise de pompes funèbres qui se livre au trafic d'armes.

## Fiche technique
- Titre : Deuxième Bureau contre inconnu
- Réalisation : Jean Stelli
- Scénario : Jean Stelli et Solange Térac, d'après le roman de Slim Harrisson[1]
- Dialogues : Solange Térac
- Photographie : Marcel Combes
- Son : René Bernaud
- Musique : Camille Sauvage
- Montage : Jeannette Berton
- Format :  Noir et blanc
- Société de production : Carmina Films
- Pays de production :  France
- Genre : Espionnage
- Durée : 98 minutes
- Date de sortie : 
  - France : 31 mai 1961

## Distribution
- Frank Villard
- Dominique Wilms
- Robert Berri
- Nadine Tallier : Claire
- Philippe Guégan